# Nordische Skiweltmeisterschaften 1929/Teilnehmer (Schweiz)
| SUI |   |   |
|     |   |   |
| —   | — | — |

Die Schweiz meldete für die 6. Nordischen Skiweltmeisterschaften, die vom 5. Bis 10. Februar 1929 in Zakopane in Polen stattfanden, sechs Teilnehmer, davon fünf Männer und erstmals eine Frau.
Bei den offiziell zu Nordischen Skiweltmeisterschaften zählenden Wettbewerben blieben die fünf Vertreter des Schweizer Skiverbandes etwas hinter den Erwartungen zurück. Sie erreichten durchwegs gute Plätze unter den Top 20, jedoch nur einen Top-10-Platz durch Walter Bussmann im 18-km-Skilanglauf. Mit diesem sowie dem 11. Rang im Dauerlauf über 50 km, den Bussmann als einziger Schweizer bestritt, sorgte er auch für die herausragende Leistung eines schweizerischen Vertreters bei diesen Wettbewerben.
Besser erging es den Schweizer Teilnehmern in der erstmals bei Weltmeisterschaften ausgetragenen alpinen Abfahrt der Männer, bei der sie die Ränge 3 bis 5 belegen konnten. Dieses internationale Abfahrtsrennen wurde ebenso wie der erstmals durchgeführte Skilanglaufwettbewerb für Frauen, bei dem die Schweiz durch Josy de Latour vertreten war, von der FIS nicht in das offizielle Programm aufgenommen.

## Die Teilnehmer und ihre Ergebnisse

### Männer
| Sportler           | Verein               | Skilanglauf 18 km | Skilanglauf 50 km | Skispringen K-60 | N. Komb. 18 km / K-60 | Ski Alpin Abfahrt | Patrouille 28 km |
| ------------------ | -------------------- | ----------------- | ----------------- | ---------------- | --------------------- | ----------------- | ---------------- |
| Walter Bussmann    | Ski-Club Luzern      | 10.               | 11.               | –                | –                     | –                 | –                |
| Fritz Kaufmann     | Ski-Club Grindelwald | –                 | –                 | 14.              | –                     | 4.                | –                |
| Stefan Lauener     | Ski-Club Wengen      | –                 | –                 | 21.              | 20.                   | 3.                | –                |
| Bruno Trojani      | Ski-Club Gstaad      | –                 | –                 | 12.              | –                     | 5.                | –                |
| Gérard Vuilleumier | La Chaux-de-Fonds    | –                 | –                 | 16.              | 15.                   | 11.               | –                |

### Frauen
| Sportler        | Verein | Skilanglauf 7 km |
| --------------- | ------ | ---------------- |
| Josie de Latour |        | 18.              |